# Afonso Augusto Moreira Pena
Afonso Augusto Moreira Pena (Santa Bárbara, 30 novembre 1847 – Rio de Janeiro, 14 giugno 1909) è stato un avvocato e politico brasiliano liberale.
Fu presidente del Brasile dal 15 novembre 1906 al 14 giugno 1909.
Repubblicano e antischiavista, Pena fu deputato dal 1878. Partecipò a diversi governi come ministro della Guerra, dell'Agricoltura e dei Lavori Pubblici. Nel 1888 fu membro della commissione che redasse il Codice Civile e nel 1892 fu governatore del Minas Gerais. Fu vicepresidente dal 1902 al 1906 con Francisco de Paula Rodrigues Alves, come sostituto del vicepresidente eletto Silviano Brandão. 
Nel 1906 Pena fu eletto presidente della Repubblica, ma morì il 14 giugno 1909 e il vicepresidente Nilo Peçanha gli succedette per il resto della legislatura.